# Province de Magdebourg

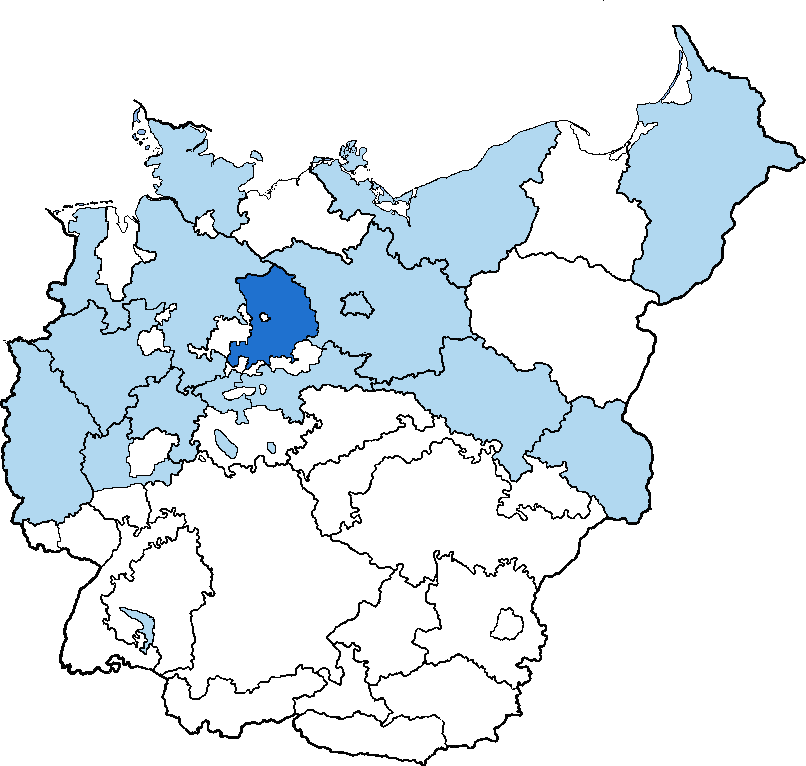
La province de Magdebourg (en bleu foncé) au sein de l'État libre de Prusse (en bleu clair).

La province de Magdebourg était une province de l'État libre de Prusse au sein de l'Allemagne nazie de 1944 à 1945. 
La province a été créée le 1er juillet 1944 à partir du district de Magdebourg, une région administrative de l'ancienne Saxe prussienne. Elle a été occupée par l'armée américaine après la conquête de Magdebourg en avril 1945 durant la Seconde Guerre mondiale. Le territoire est ensuite passé sous contrôle soviétique et fusionna le 23 juillet 1945 avec la Province de Halle-Mersebourg et l'État libre d'Anhalt pour reconstituer la Province de Saxe, plus tard renommée « Province de Saxe-Anhalt » puis « Land de Saxe-Anhalt ».